# أنتوني هالستيد
أنتوني هالستيد (بالإنجليزية: Anthony Halstead)‏ هو موزع بريطاني، ولد في 18 يونيو 1945.

## وصلات خارجية
- أنتوني هالستيد على موقع IMDb (الإنجليزية)
- أنتوني هالستيد على موقع ميوزك برينز (الإنجليزية)
- أنتوني هالستيد على موقع أول ميوزيك (الإنجليزية)
- أنتوني هالستيد على موقع ديسكوغز (الإنجليزية)